# Puente Verde (Madrid)
El Puente Verde de la Florida fue un puente sobre el río Manzanares a su paso por la ciudad de Madrid.

## Descripción e historia

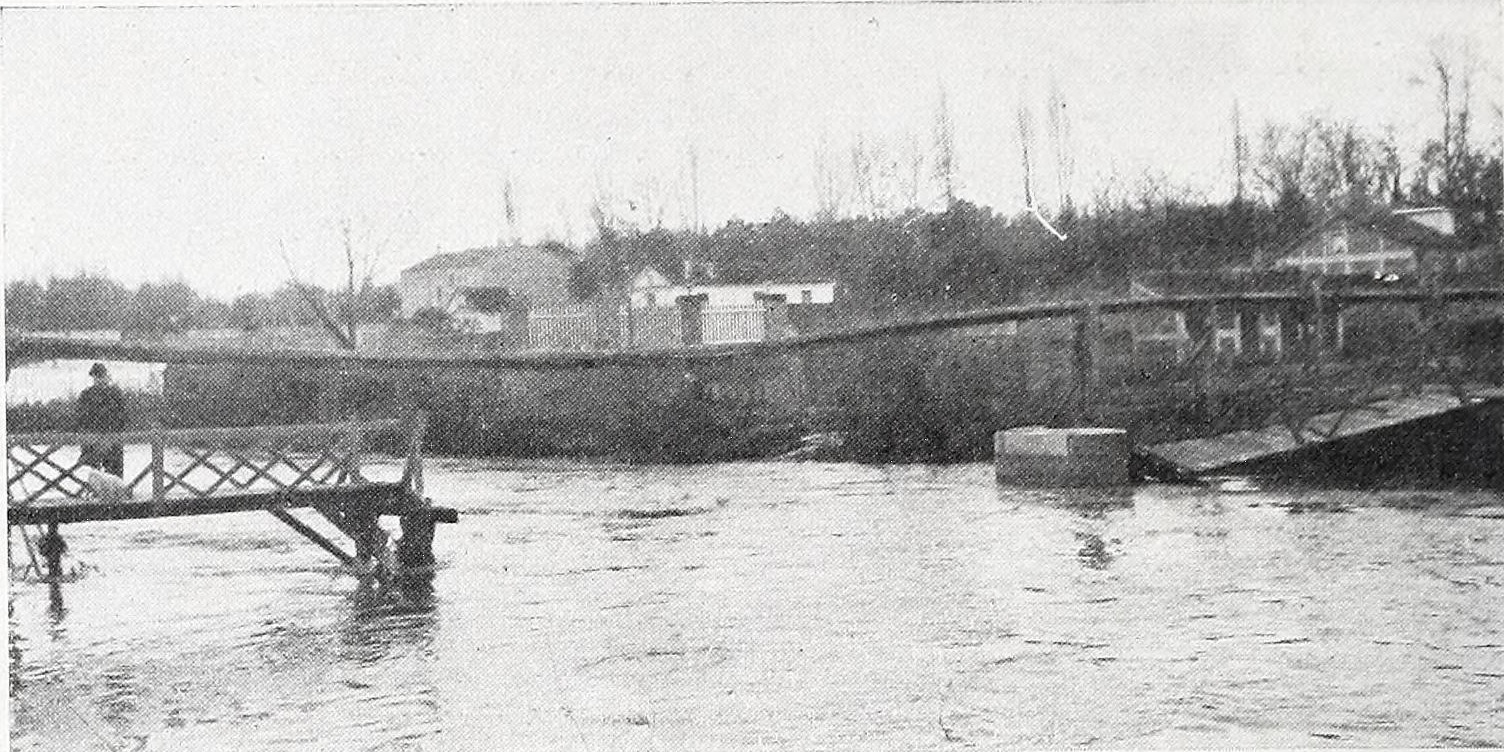
Estado del puente después de la riada de 1906 fotografiado por Francisco Goñi.

Proyectado en 1728 por el arquitecto Pedro de Ribera, estaba localizado a pocos metros del actual puente de la Reina Victoria, en las proximidades de la ermita de la Florida.
De once ojos, y con una estructura de madera, la zapata y la pila serían de granito. Quedó destruido en enero de 1906 como consecuencia de una riada del Manzanares; no obstante la estructura continuó conviviendo durante buena parte del siglo xx con el adyacente puente de la Reina Victoria, proyectado en 1907 e inaugurado en 1909.